# Pabellón de México en la Expo'92 Sevilla

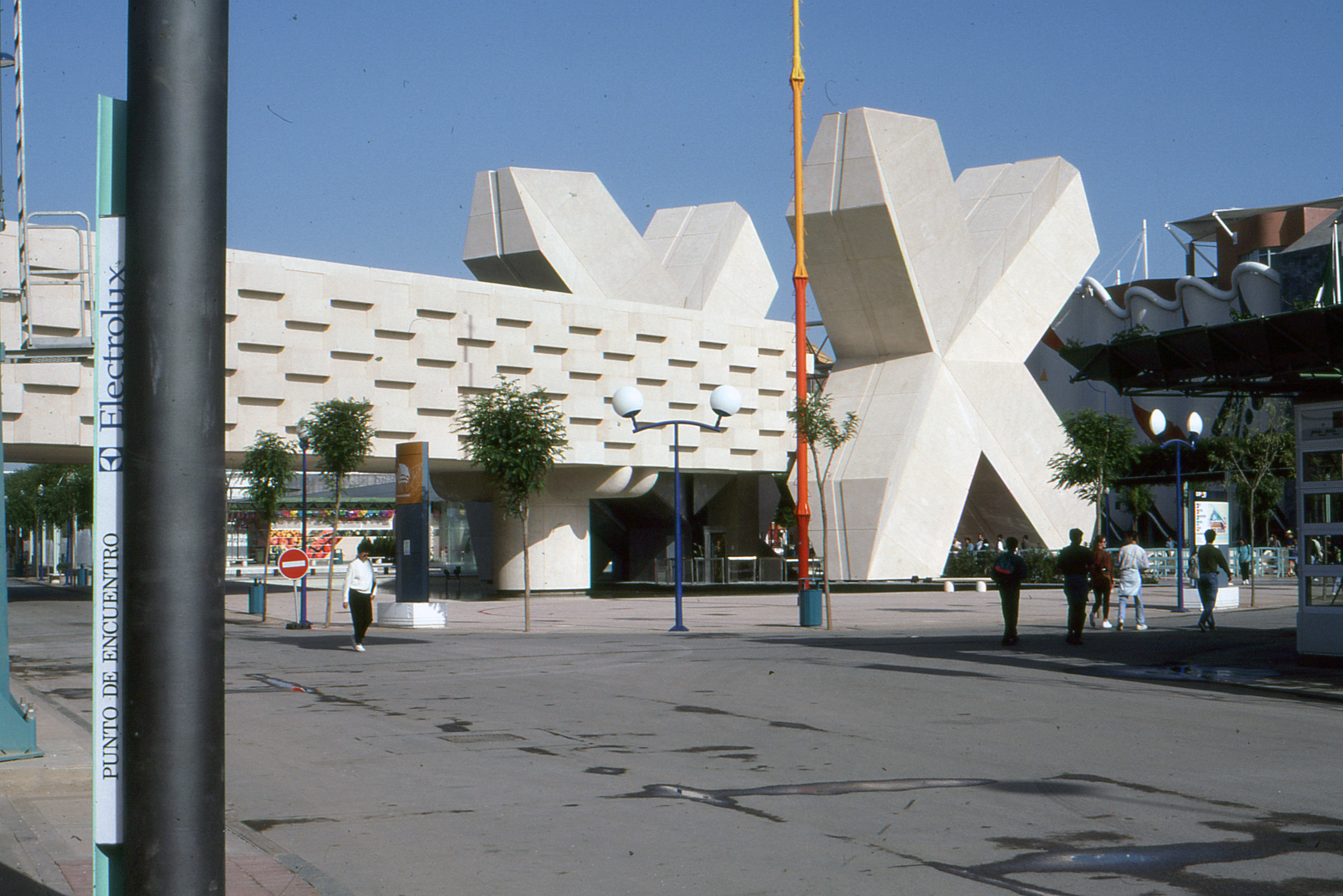
El Pabellón de México durante la Expo de 1992

El Pabellón de México en la Expo'92 Sevilla fue la parte central de la Sección Nacional de México en dicha Exposición Universal. Permaneció abierto al público del 20 de abril al 12 de octubre de 1992.

## Invitación y confirmación de participación
En junio de 1985, durante la visita de Estado que realizó a España, el presidente Miguel de la Madrid Hurtado expresó el interés de México en participar en la Expo'92 Sevilla. La invitación del Gobierno de España al Gobierno de México se hizo llegar por la vía diplomática en agosto de 1989. Aunque el libro de memorias de la Sección Nacional de México en la Expo'92 Sevilla no hace referencia a la fecha de confirmación de participación por parte del gobierno mexicano, menciona que el 7 de noviembre de 1989 se presentó el proyecto definitivo al presidente Carlos Salinas de Gortari y el 12 de enero de 1990 a los Reyes de España en su visita a México. El 11 de febrero de 1990 el Gobierno de México designó a Pedro Ramírez Vázquez como Comisario General de Sección.

## Organización

### Funcionarios a cargo del Pabellón de México
- Comisario General de Sección: Pedro Ramírez Vázquez[2]
- Comisario Adjunto: José Ramírez Oelrich
- Director del Pabellón y Comisario Adjunto: Óscar Urrutia Tazzer
- Coordinador de Contenidos: José Antonio Aguilar Narváez
- Protocolo: Margarita de la Madrid Cordero, Lourdes Ruiz Montaño, Elidee Jacobo y María Isabel de Orduña Gallard
- Operación técnica: Jaime Giovannini García[1]
- Mantenimiento: Arq. Jorge Hurtado Arce[1]

## Objetivos de la participación de México
"[...] Ofrecer al visitante del Pabellón de México una visión comprensiva del acontecer de la nación mexicana, desde sus orígenes más lejanos hasta 1992".

## Tema y desarrollo de contenidos
El tema de la Sección Nacional de México fue México: Trama y destino, concepto que "recurrió a una forma de ver y entender a México como una realidad viva; una continuidad en el tiempo y el espacio, donde el protagonista era el pueblo, la sociedad que trascendió de una generación a otra. En este proceso, la nación ha adquirido una personalidad original, producto del entramado de las pluralidades que se cruzan y se resuelven en síntesis culturales".

### Desarrollo expositivo
La exhibición del Pabellón de México se dividió en tres partes:
- Antes de 1492.
- Después de 1492.
- Hacia el tercer milenio.[1]

La base de los contenidos se basó en los siguientes elementos:
- El pueblo pluriétnico de México como protagonista.
- La nación como una continuidad milenaria.
- El proceso de formación de la nación mexicana.[2]

## Presupuesto
El presupuesto total destinado por el Gobierno de México para la participación en la Expo'92 Sevilla fue de $53 millones de dólares, aproximadamente $164.035 millones de pesos ($164 millones de nuevos pesos) de esa época.

## Arquitectura
La construcción del Pabellón de México duró 12 meses y quedó a cargo de la empresa española Sevilla Service.
- Área del terreno: 4'800 m²
- Área construida: 6'000 m²
- Jardín: 2'000 m²[2]

El Pabellón Temático de la Energía otorgó al Pabellón de México un reconocimiento por el sistema de reducción de la incidencia del calor exterior y por los ahorros energéticos generados por este sistema.

## Localización del Pabellón
Se ubicó en el cruce de la Avenida de los Descubrimientos y la Avenida Uno, frente al lago y la Puerta de Acceso Norte (Itálica), y cerca de la estación de la Telecabina. Los pabellones más cercanos fueron los de España, Estados Unidos y la Plaza de América.